# 奥洛里斯
奥洛里斯（西班牙語：Olóriz）是西班牙纳瓦拉的一个市镇。总面积41平方公里，总人口166人（2001年），人口密度4人/平方公里。